# Trearddur
Trearddur és un poble situat al sud de Caergybi, a la costa oest d'Ynys Gybi, al nord-oest d'Anglesey, a Gal·les. Al cens del 2001, hi havia comptabilitzada una població de 1.858 habitants.
El nom històric de Trearddur era Towyn Capel o Tywyn y Capel (capella Tywyn), i al centre de la platja hi ha un antic cementiri conegut pels noms antics, que va ser excavat el 2003.
Hi ha dues botigues generalistes al cenrtel del poble, així com un garatge, dos camps de golf (un amb 18 forats i un altre amb 9), i diversos hotels, inclòs el Trearddur Bay Hotel, que queda davant de la platja.
A les dues platges — Porth Dafarch i la platja principal — hi ha alguns espais destinats al submarinisme, i la platja principal és un dels indrets més turístics d'Anglesey. Hi ha una àrea de pesca excel·lent. Els viatges en vaixell i les excursions de pesca són un dels principals reclams turístics. També es practica l'equitació, i el Beach Hotel disposa d'un billar.
Al costat de la platja hi ha un camp de futbol, que és on hi juga de local el Trearddur Bay United Football Club.